# Polycola

GahooYoogle標誌

GahooYoogle是一個結合了Yahoo! 與Google搜尋結果的搜尋引擎，結果會分成兩邊顯示。
但由於受到起訴，現今已更改名稱為PolyCola。
與Google及Yahoo!一樣，GahooYoogle會顯示除網路蜘蛛外的其他結果，如
- 圖像
- 影片
- 新聞
- 產品
- 黃頁
- 知識

另外GahooYoogle有一段小詩幫助記憶其名字：
```
Write Yahoo then Google  
Make the Y and G Toggle    
Never forget GahooYoogle
```

## 外部連結
- GahooYoogle（页面存档备份，存于）
- PolyCola.com（页面存档备份，存于）